# Leckner See
Leckner See är en sjö i Österrike.   Den ligger i distriktet Bregenz och förbundslandet Vorarlberg, i den västra delen av landet, 500 km väster om huvudstaden Wien. Leckner See ligger 999 meter över havet.
I omgivningarna runt Leckner See växer i huvudsak blandskog. Runt Leckner See är det ganska tätbefolkat, med 144 invånare per kvadratkilometer.